# Клона-сюр-Варез
Клона-сюр-Варез (фр. Clonas-sur-Varèze) — коммуна во Франции, находится в регионе Рона — Альпы. Департамент коммуны — Изер. Входит в состав кантона Руссильон. Округ коммуны — Вьенн.
Код INSEE коммуны — 38114. Население коммуны на 1999 год составляло 1281 человек. Населённый пункт находится на высоте от 157  до 256  метров над уровнем моря. Муниципалитет расположен на расстоянии около 430 км юго-восточнее Парижа, 39 км южнее Лиона, 80 км западнее Гренобля. Мэр коммуны — Mme Nadine Troncia, мандат действует на протяжении 2001—2008 гг.
Динамика населения (INSEE):